# Demografie Österreichs
In Österreich leben gegenwärtig (per 1. Mai 2025) 9.198.214 Menschen – 39.464 Personen bzw. 0,43 % mehr als zu Jahresbeginn 2024.
Die Bevölkerungszahl steigt seit Jahren, insbesondere durch eine verstärkte Einwanderung. Für das Jahr 2050 wird eine Bevölkerungszahl von knapp 9,8 Millionen Einwohnern erwartet; die Hauptstadt Wien soll bereits im Jahr 2024 die 2-Millionen-Grenze überschreiten.
Österreich weist im Vergleich zu anderen mitteleuropäischen Staaten eine relativ ausgewogene Altersstruktur auf.

## Bevölkerungsentwicklung
| Datum   | Einwohner                   |
| ------- | --------------------------- |
| um 1527 | 1.500.000                   |
| um 1600 | 1.800.000                   |
| um 1700 | 2.100.000                   |
| 1754    | 2.728.000                   |
| 1780    | 2.970.000                   |
| 1790    | 3.046.000                   |
| 1800    | 3.064.000                   |
| 1810    | 3.054.000                   |
| 1821    | 3.202.000                   |
| 1830    | 3.476.500                   |
| 1840    | 3.649.700                   |
| 1850    | 3.879.700                   |
| 1857    | 4.075.500                   |
| 1870    | 4.520.000                   |
| 1880    | 4.941.000                   |
| 1890    | 5.394.000                   |
| 1900    | 5.973.000                   |
| 1910    | 6.614.000                   |
| 1913    | 6.767.000                   |
| 1919    | 6.420.000                   |
| 1923    | 6.543.000                   |
| 1930    | 6.684.000                   |
| 1939    | 6.653.000                   |
| 1951    | 6.935.000                   |
| 1961    | 7.086.000                   |
| 1971    | 7.500.000                   |
| 1981    | 7.569.000                   |
| 1988    | 7.585.000                   |
| 1991    | 7.755.000                   |
| 2001    | 8.042.000                   |
| 2011    | 8.389.000                   |
| 2016    | 8.740.000                   |
| 2022    | 9.052.856                   |
| 2024    | 9.158.750                   |
| Quellen | vor 1870: unbekannt ab 1870 |

### Bevölkerungsgeschichte
Die Volkszählung in Österreich-Ungarn 1869 war die erste Volkszählung, die heutigen Kriterien entspricht. Auf dem Staatsgebiet der heutigen Republik Österreich stieg die Einwohnerzahl bis 1910, der letzten Zählung vor Beginn des Weltkrieges, stetig an. Bis zum „Auseinanderbrechen“ des Habsburgerreiches 1918 am Ende des Ersten Weltkriegs war die starke Bevölkerungszunahme auf dem heutigen Gebiet der Republik zu einem beträchtlichen Teil auf die Binnenwanderung aus den Kronländern zurückzuführen. Die arbeitssuchenden Übersiedler aus ärmeren Regionen ließen sich vor allem in den Großstädten, insbesondere in Wien, nieder. Bürger Altösterreichs und Altungarns konnten sich auf dem Gebiet der Donaumonarchie frei bewegen und überall niederlassen.
Als Folge des Ersten Weltkrieges (lt. Zählung 1919) schrumpfte die Bevölkerung um 347.000 Personen. Auch waren viele vormalige Staatsbedienstete aus den ehemaligen Kronländern in ihre neuen Nationalstaaten „zurückgekehrt“. Bis 1935 stieg die Bevölkerungszahl kontinuierlich an, bevor sie aber bis zum Ausbruch des Zweiten Weltkrieges 1939 wieder auf 6.653.000 Personen abnahm. Als 1946 die ersten Einwohnerzahlen nach Ende des Krieges auf Grundlage der Lebensmittelkarten ermittelt wurden, hatte man mit rund 7.000.000 Menschen aufgrund des hohen Flüchtlingszustroms einen neuen Bevölkerungshöchststand erreicht.
Bis 1953 – Flüchtlinge und Displaced Persons waren großteils in ihre Heimat zurückgekehrt oder weitergewandert – sank die Einwohnerzahl auf 6.928.000 Personen. Nachdem sowjetische Truppen im November 1956 den Ungarischen Volksaufstand blutig niedergeschlagen hatten, flohen über 200.000 Ungarn nach Österreich. Etwa 70.000 von ihnen blieben dauerhaft in Österreich. 
Die folgenden hohen Geburtenraten ließen die Einwohnerschaft wieder auf einen neuen Höchststand im Jahre 1974 auf 7.599.000 Personen in Österreich ansteigen. Danach wechselten sich Rückgang und Zuwachs ab, bis ab 1987 die Bevölkerungszahl wieder merklich zu steigen begann (die Baby-Boomer gründeten Familien, nach dem Fall des Eisernen Vorhangs immigrierten Menschen aus dem ehemaligen Ostblock, während der und nach den Jugoslawienkriegen (März 1991 bis August 2001) kamen zahlreiche Kriegsflüchtlinge nach Österreich).
Nicht zuletzt aufgrund verstärkter Zuwanderung ab den 1990er Jahren stieg die Einwohnerzahl Österreichs auf 8.260.000 per Jahresende 2004, dies entspricht in etwa 1,8 % der EU-Bevölkerung.
Zwischen 1754 und 1857 war die anwesende Zivilbevölkerung gezählt worden. Von 1869 bis 1981 beruhten die Zahlen auf den alle zehn Jahre stattfindenden Volkszählungen, wobei es zwischen den Zählungen Fortschreibungen gab und von 1869 bis 1923 die anwesende Zivilbevölkerung gezählt wurde und von 1934 bis 1981 die Wohnbevölkerung. 1982–2001 wurden weiterhin Volkszählungen abgehalten, außerdem wurde rückwirkend aus Fortschreibungen die Jahresdurchschnittsbevölkerung ermittelt. Seit 2002 beruhen die Bevölkerungszahlen auf dem Zentralen Melderegister, aus dem sie jederzeit ermittelt werden können. Volkszählungen zur Ermittlung des Einwohnerstandes sind daher in Österreich nicht mehr nötig.

### Prognose
Laut Prognosen der Bundesanstalt Statistik Österreich halten sich Geburten und Sterbefälle in Österreich noch für etwa 20 Jahre die Waage, danach werden die Geburten- voraussichtlich unter den Sterbezahlen liegen, was zu einem höheren Altersdurchschnitt führen wird. Durch Zuwanderung wird die Bevölkerung bis zum Jahr 2050 allerdings auf rund 9,8 Millionen anwachsen.
Nur in Wien, als einzigem der neun Bundesländer, wird der Altersdurchschnitt niedriger und das Bevölkerungswachstum höher sein als im Bundesdurchschnitt. Die neueste Prognose geht von einem dreimal schnelleren Wachstum für Wien aus als angenommen (24 statt 7 Prozent). So könnte Wien bereits 2029 Zwei-Millionen-Stadt sein. Daraus ergeben sich Probleme in der sozialen Infrastruktur und im Wohnbau, wo bereits 2013 eine jährliche Bauleistung von 10.000 Wohneinheiten nötig ist.

## Bevölkerungsbewegung
Heute ist Österreich – als einer der wohlhabendsten Staaten der Welt – ein Einwanderungsland. Das war jedoch nicht immer so. Zur Zeit der Industrialisierung gab es zwar eine große Binnenwanderung aus Böhmen und Mähren, wo damals die gleiche österreichische Staatsbürgerschaft galt wie im heutigen Österreich. Nach 1918 wanderten aber bis zum Zweiten Weltkrieg in der Regel jährlich mehr Österreicher aus, als Ausländer einwanderten.
Ausnahmen der traditionellen Auswanderungstendenz aus Österreich waren die Einwanderungswellen aus Ungarn, erstmals um 1920 aufgrund politischer Turbulenzen, und dann 1956 nach der Niederschlagung des ungarischen Volksaufstandes durch die Sowjetunion, sowie aus der Tschechoslowakei 1968 nach Beendigung des Prager Frühlings. Eine Ausnahme war auch die kurzfristige Zuwanderungstendenz aus dem Deutschen Reich, als 1933 die Nationalsozialisten im Deutschen Reich die Macht erhielten und vor allem Juden zur Flucht drängten. Diese fand spätestens 1938 nach dem Anschluss Österreichs an das Deutsche Reich ihr Ende.
Seit dem enormen Wirtschafts- und Wohlstandswachstum, das in den 1950er-Jahren begann und Österreich bis heute zu einem wohlhabenden Land machte, drehte sich die Wanderungsbilanz um. Gastarbeiter wurden gezielt angeworben, später erreichten Österreich immer wieder Flüchtlingsströme, etwa aus dem ehemaligen Jugoslawien während der Jugoslawienkriege. Aus der Türkei kamen viele Wirtschaftsflüchtlinge nach Europa und damit auch nach Österreich. In den letzten Jahren verstärkte sich auch die Zuwanderung aus Deutschland nach Österreich, da hier die Chancen auf einen Arbeitsplatz größer empfunden wurden oder werden als dies in Deutschland der Fall war/ist. Deshalb trieb es viele Deutsche, vor allem aus den Gebieten der östlichen Bundesländer, in die österreichischen Tourismusgebiete. Heute sind die deutschen Staatsbürger mit 109.000 (Stand 1. Jänner 2007) nach den Serben und Montenegrinern, sowie den Türken bereits die drittgrößte Gastarbeitergruppe in Österreich.
Im Jahr 2008 hatten rund 1.441.500 Österreicher einen Migrationshintergrund. Darunter versteht man die Zuwanderer der 1. und 2. Generation, also jene Personen, die im Ausland geboren wurden und nach Österreich zugewandert sind (1. Generation), sowie jene Personen, die im Inland als Kinder von im Ausland geborenen Eltern zur Welt gekommen sind (2. Generation). Der Anteil der Bevölkerung mit Migrationshintergrund liegt in Österreich bei 17,5 % der Gesamtbevölkerung. Den höchsten Anteil an Bewohnern mit Migrationshintergrund weist Wien auf (35,4 %).

### Auswanderung

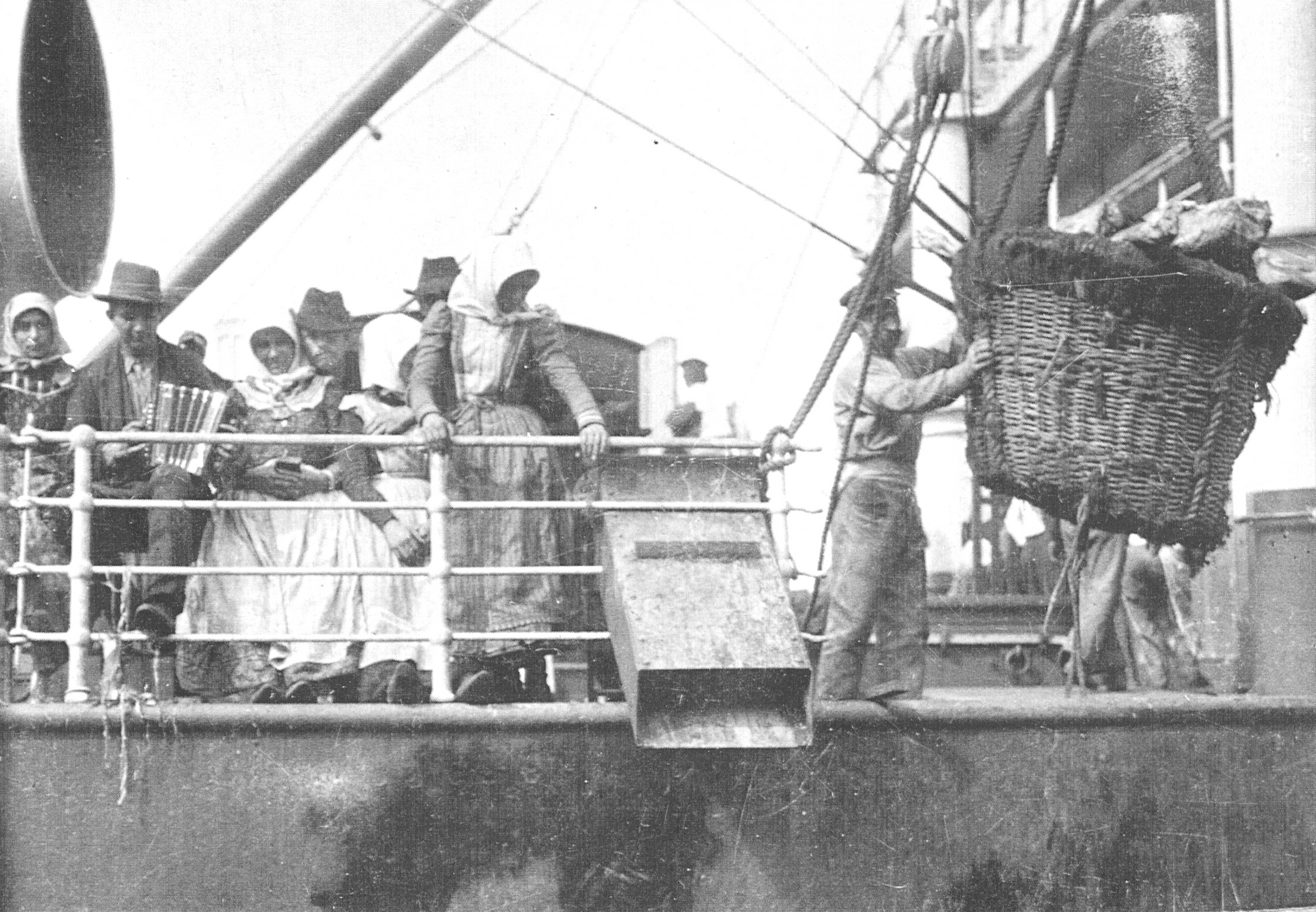
Als Österreich noch Auswanderungsland war: Österreichisch-Ungarische Passagiere auf einem Schiff in die Vereinigten Staaten Anfang des 20. Jahrhunderts.

Zur Zeit der Industrialisierung, ab etwa 1850, liegen erstmals Aufzeichnungen über Auswanderung aus Österreich vor. Damals zählten allerdings auch noch zahlreiche Gebiete zu Österreich, die heute eigenständige Nationen sind oder anderen Nationen angehören.
Zwischen 1876 und 1910 wanderten rund 3,5 Millionen (andere Zahlen geben bis zu 4 Millionen an) Einwohner der Doppelmonarchie aus, da sie arbeitslos waren und anderswo bessere Lebensbedingungen erhofften. Von diesen rund 3,5 Millionen waren 1,8 Millionen aus der cisleithanischen Reichshälfte und 1,7 Millionen aus der transleithanischen Hälfte. Fast 3 Millionen von ihnen hatten als Reiseziel die Vereinigten Staaten, 358.000 wählten Argentinien als neue Heimat aus, 158.000 gingen nach Kanada, 64.000 nach Brasilien und 4.000 nach Australien. Der Rest verteilte sich auf andere Länder.
Allein 1907 wanderte eine halbe Million Menschen aus. Die Regierungen Österreichs und Ungarns waren besorgt, da unter den Auswanderern viele arbeitsfähige junge Männer waren. Auf die Ursachensuche machte man sich erst später. Sicher ist der Zusammenhang von Auswanderung, Industrialisierung und Landflucht. 1901–1905 wurden allein in Österreich 65.603 Liegenschaften, davon 45.530 kleine Parzellen, öffentlich versteigert. Ausgewanderte Bekannte und Familienangehörige schrieben oft begeistert von „drüben“ zurück – manchmal waren gleich bezahlte Schiffsfahrkarten beigelegt. Aus dem Burgenland wanderten in den 1920er Jahren über 60.000 Personen aus.
Die wichtigsten Ausgangshäfen für die Auswanderer waren Hamburg und Bremen, von wo aus mit den großen deutschen Reedereien, dem Norddeutschen Lloyd und der Hamburg-Amerika-Linie, abgereist wurde. Dauerte eine Schifffahrt nach New York zur Mitte des 19. Jahrhunderts mit den ersten Dampfschiffen noch rund einen Monat, so betrug die Fahrtzeit um 1900 bei gutem Wetter nur noch eine Woche. Von Triest aus, wo die Austro-Americana die einzige österreichische Auswandererlinie war, dauerte eine Reise jedoch noch 15 Tage. Jährlich wurden 32 bis 38 Fahrten in die USA durchgeführt. Die Reisebedingungen waren für die zumeist armen Auswanderer oft miserabel. Für die Reedereien, die am Komfort für die weniger wohlhabenden Passagiere sparten, wo sie konnten, war das Auswanderergeschäft äußerst lukrativ und daher sehr hart umkämpft.
Die meisten Auswanderer kamen aus Galizien im heutigen Polen und in der Ukraine. 1907–1912 waren es 350.000, wie aus einer Interpellation von polnischen Reichsratsabgeordneten an verschiedene österreichische Minister am 12. März 1912 hervorging.
Eine große Auswanderungswelle setzte erneut während der Weltwirtschaftskrise ab 1929 ein und wurde in den politisch instabilen 1930er-Jahren noch verstärkt, als die nationalsozialistische Bedrohung konkreter wurde und 1938 nochmals viele Personen zur Emigration zwang, vorwiegend Juden und andere von den Nationalsozialisten verfolgte Bevölkerungsgruppen. Darunter war auch ein großer Teil der österreichischen Wissenschafts- und Kulturelite dieser Zeit. Auch die Schweiz gewann zu dieser Zeit zunehmend an Attraktivität, nicht zuletzt, da es das einzige neutrale und vom Krieg verschonte Land in Mitteleuropa war. 1950 hielten sich rund 22.000 österreichische Staatsbürger in der Schweiz auf. Bis 1960 stieg diese Zahl rasant auf etwa 38.000, womit Österreicher hinter Italienern und Deutschen die drittgrößte ausländische Bevölkerungsgruppe in der Schweiz darstellten. Anfang der 1970er Jahre erreichte die Zahl der in der Schweiz lebenden Österreicher mit 45.000 Personen den Höchststand. Vermehrte Einbürgerungen und auch stärkere Rückkehr nach Österreich taten einem weiteren Ansteigen Abbruch. Anfang 2005 lebten rund 33.000 Österreicher in der Schweiz, Doppelstaatsbürgerschaften nicht mitgezählt. Viele von ihnen kamen einst in die Schweiz, um vorübergehend dort zu arbeiten. Viele lebten sich jedoch in ihrer „vorübergehenden“ Heimat gut ein und bauten dort ihre neue Existenz auf, so dass an Rückkehr nicht mehr zu denken war.

### Einwanderung
In den 1960er und 1970er Jahren wurden wegen des herrschenden Arbeitskräftemangels so genannte Gastarbeiter von den Unternehmen direkt in den Herkunftsländern angeworben. Viele dieser Familien (vgl. Familienzusammenführung) leben mittlerweile in der zweiten oder dritten Generation im Land. Zu einer größeren Einwanderungswelle kam es in den 1990er Jahren wegen der Jugoslawienkriege.
Der ausländische Anteil an der österreichischen Wohnbevölkerung betrug im Jahr 2018 etwa 1.395.880 Personen oder 15,8 %, von denen rund 703.280 aus EU- und EFTA-Ländern stammten. Rund die Hälfte aller Zuwanderer bzw. deren Nachkommen lebt im Großraum Wien, wo etwa ein Viertel der gesamten Bevölkerung Österreichs ansässig ist. Der Rest verteilt sich vorwiegend auf die übrigen Ballungszentren.
Dauerhaft aufenthaltsberechtigte Bürger aus Staaten, die nicht der EU angehören, stammen vornehmlich aus den ehemaligen jugoslawischen Ländern Serbien, Bosnien und Herzegowina, Montenegro und Mazedonien (zusammen rund 65 % der dauerhaft Aufenthaltsberechtigten), der Türkei (ca. 21 %), der Volksrepublik China (ca. 1,3 %) sowie Ägypten, Indien, der Russischen Föderation, den Philippinen, den USA, der Ukraine, Thailand und Iran (jeweils zwischen 0,5 und 1 %). Ihre Gesamtzahl betrug am 30. Mai 2007 451.737 Personen.
Im akademischen Bereich ist die Zuwanderung von Universitätspersonal aus dem benachbarten Deutschland festzustellen, vor allem im Bereich der Medizin, aber auch in den Geisteswissenschaften. Eine andere Art sogenannter akademischer Zuwanderung deutscher Staatsbürger erfolgt durch die wachsende Zahl jener, die in Österreich ein Hochschulstudium absolviert haben und danach nicht mehr zurückkehren. Auch die Steuergesetzgebung (z. B. das Stiftungsrecht) war und ist für manche Personen ein Grund, nach Österreich überzusiedeln. Berühmte Personen, die in Österreich ihren Wohnsitz genommen haben, sind unter anderen Franz Beckenbauer und Ralf Schumacher. Ein erst in den letzten Jahren auftretendes Phänomen sind Saisonarbeitskräfte aus Ostdeutschland, die in Tourismusgebieten beschäftigt werden.

### Asylsituation in Österreich
In Österreich stieg die Zahl der Asylanträge in den vergangenen Jahren kontinuierlich von 11.012 Anträgen im Jahr 2010 auf 28.064 im Jahr 2014. Experten des Innenministeriums prognostizieren für 2015 einen Anstieg auf mindestens 80.000 statt der ursprünglich angegebenen 40.000. Das ist gemessen an der Bevölkerungszahl weit mehr als in Deutschland. Im ersten Quartal 2015 betrug der Zuwachs der Asylanträge dann bereits 149,7 % statt der erwarteten 43 %.
Per 1. April 2015 befanden sich 33.859 Personen in Grundversorgung (Unterbringung, Verpflegung, Versicherung, Taschengeld, Rechtsberatung). Die Kosten für die Grundversorgung tragen der Bund (60 %) und die Länder (40 %). Für 2015 wird mit einer Verdopplung der Ausgaben gerechnet. Hinzu kommen die Kosten für das Asylverfahren von 1400 Euro pro Flüchtling. Nach positiver Erledigung eines Asylantrags sind anerkannte Flüchtlinge berechtigt, bedarfsorientierte Mindestsicherung zu beziehen.
Im Jahr 2018 anerkannte Österreich im EU-weiten Vergleich pro Kopf die höchste Zahl an Asylwerbern. Auf eine Million Einwohner kamen 2.345 anerkannte Asylwerber, etwa 20 % mehr als im zweitplatzierten Schweden. Die Anerkennungsrate in erster Instanz betrug in Österreich 44 % (EU-Schnitt 37 %), die Anerkennungsrate in endgültigen Berufungsentscheiden betrug in Österreich 54 % (EU-Schnitt 38 %).
Die mit 1. Jänner 2006 in Kraft getretene Novelle der Asylgesetzgebung legte einerseits die gängige Praxis fest und führte andererseits zu einer Verschärfung nicht nur für künftige Asylsuchende, sondern auch für schon lange in Österreich lebende, jedoch unerlaubt eingereiste Personen. Eine Antragstellung auf einen Aufenthaltstitel (Aufenthalts- bzw. Niederlassungsbewilligung) ist nur mehr bei legaler Einreise möglich – oder über eine Ausreise und Antragstellung aus dem Ausland.
Die mögliche Dauer der Schubhaft wurde von bisher sechs auf bis zu zehn Monate verlängert; Schubhaft ist auch während eines laufenden Asylverfahrens jederzeit anwendbar. Allein der Verdacht, eine Person sei über einen sicheren Drittstaat bzw. Dublinstaat eingereist, reicht zur Verhängung von Schubhaft. Für Hungerstreikende wurde die Möglichkeit der Zwangsernährung eingeführt. Nach dem neuen Fremdengesetz können Menschen, die als Kinder von Zuwanderern in Österreich geboren wurden, abgeschoben werden, wenn diese zu einer mindestens zweijährigen Haftstrafe verurteilt wurden. Der Geburtsort ist generell nicht maßgeblich, da das österreichische Staatsbürgerschaftsrecht seit jeher dem Prinzip des „ius sanguinis“ (wörtlich: „Recht des Blutes“) folgt, nach dem die Staatsbürgerschaft einer Person an die ihrer Eltern gekoppelt ist.
Die Aufnahme und Unterstützung illegal eingereister Personen wird mit bis zu einem halben Jahr Gefängnis geahndet. Eine Haftstrafe bis zu zehn Jahren droht Personen, die Fluchthilfe gewähren. Die Strenge der neuen Gesetzgebung ist publizistisch und juristisch umstritten, da im Strafrecht Familienangehörige niemals zur Anzeige anderer Familienmitglieder verpflichtet sind. Eine Änderung ist jedoch nicht in Sicht.
Von den drei möglichen Arten von Arbeitsbewilligungen können Asylwerber seit 1. Jänner 2006 nur die maximal ein Jahr gültige Beschäftigungsbewilligung erhalten. Sie muss jedes Jahr neu vom Arbeitgeber beantragt werden und ist nur für dieses eine Unternehmen gültig. Auch Asylwerber, die vor 2006 bereits einen Befreiungsschein oder eine Arbeitserlaubnis erhalten hatten, können diese nicht mehr verlängern. Nach Ablauf der Gültigkeit muss das Unternehmen um Ausstellung einer Beschäftigungsbewilligung ansuchen, will sie den Asylwerber weiter beschäftigen. Nach Ablehnung eines Asylantrages gibt es keine Möglichkeit zur Legalisierung mehr.

## Gesundheit

### Gesundheitserwartung

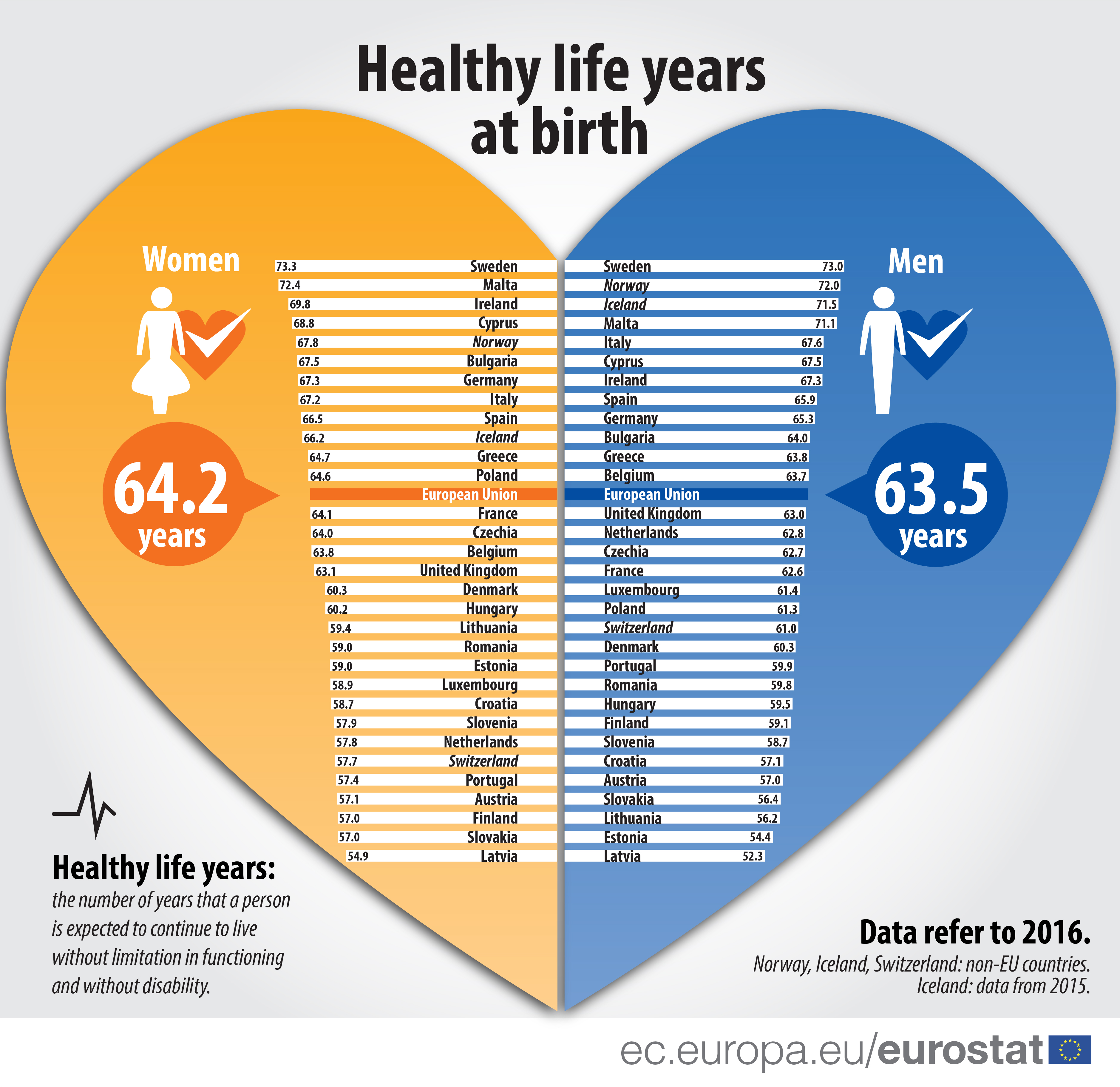
EU-Vergleich Gesunde Lebenserwartung bei der Geburt (2016)

- Die GLJ-Schätzungen werden für die 27 EU-Mitgliedstaaten unter Verwendung der EU-SILC-Daten[20] für 2016 bereitgestellt 
(siehe Abbildung links).
- Die Analysen der Werte für gesunde Lebensjahre weisen auf signifikante Ungleichheiten zwischen den europäischen Ländern hin.
- So liegt z. B. die Gesundheitserwartung in Schweden bei Frauen gleich um 16,2 Jahre höher als in Österreich.
- Die Gesundheitserwartung in Schweden liegt bei Männern um 16,0 Jahre höher als in Österreich.

Siehe auch:
Gesundheitssystem in Österreich
Siehe auch:
Gesundheitserwartung

### Lebenserwartung
Die durchschnittliche Lebenserwartung in Österreich beträgt zur Zeit (2012) bei den Frauen 83,3 Jahre und bei den Männern 78,3 Jahre (im Vergleich 1971: 75,7 Frauen und 73,3 Männer). Die Kindersterblichkeit beträgt 0,45 %. Die Selbstmordrate ist traditionell hoch: Etwa 400.000 Österreicher sind generell von Depression betroffen, etwa 15.000 pro Jahr versuchen, sich das Leben zu nehmen; die Zahl der Suizidenten ist in Österreich doppelt so hoch wie die der Verkehrstoten: Alle sechs Stunden stirbt ein Österreicher durch eigene Hand.

## Bevölkerungsstruktur

### Bevölkerungsdichte

Bevölkerungsdichte Österreichs

Österreich hat eine Bevölkerungsdichte von 108 EW/km², wobei nur 38,6 % des Staatsgebiets als potentiell besiedelbar gelten. Die Bevölkerungsdichte bezogen auf die besiedelbare Fläche wäre also deutlich höher, 279 EW/km². Das am dichtesten besiedelte Bundesland Österreichs ist die Hauptstadt Wien, das rund 4.500 Einwohner (EW) pro Quadratkilometer (km²) zählt. Mit deutlichem Abstand an zweiter Stelle liegt Vorarlberg mit 149 EW/km², gefolgt von Oberösterreich mit 122 EW/km². Alle übrigen Bundesländer haben zwischen 50 und 100 EW/km². Für stark alpin geprägte Bundesländer ergeben sich deutlich höhere Bevölkerungsdichten wenn die Bevölkerung nur auf deren besiedelbare Fläche bezogen wird.

### Bevölkerungszusammensetzung
Gemäß der Mikrozensus-Arbeitskräfteerhebung des Jahres 2008 weisen 1.441.500 Personen (oder 17,5 % der Gesamtbevölkerung Österreichs) einen Migrationshintergrund auf.
Zu dieser Bevölkerungsgruppe werden jene Menschen gezählt, bei denen beide Elternteile im Ausland geboren wurden. Diese Gruppe lässt sich wiederum in Migranten der 1. Generation (Personen, die selbst im Ausland geboren wurden) und Migranten der 2. Generation (Kinder von zugewanderten Personen, die jedoch selbst in Österreich zur Welt gekommen sind) untergliedern. Die Gruppe der Zuwanderer der 1. Generation umfasst rund 1.078.100 Personen, jene der Zuwanderer der 2. Generation zählt rund 363.400 Personen.

### Sprache
Deutsch ist laut Artikel 8 der Bundesverfassung (Bundes-Verfassungsgesetz (B-VG) aus 1920) die Staatssprache der Republik Österreich. Es ist die Muttersprache von etwa 98 % der österreichischen Staatsbürger. Tatsächlich gesprochen und geschrieben wird in Österreich das Österreichische Deutsch, eine hochsprachliche nationale Standardvarietät der plurizentrischen deutschen Sprache, wobei sich Österreichisches Deutsch insbesondere im Wortschatz und der Aussprache, aber auch durch grammatikalische Besonderheiten vom Hochdeutschen in Deutschland unterscheidet. Das Österreichische Wörterbuch, in dem der Wortschatz zusammengefasst ist, wurde 1951 vom Unterrichtsministerium initiiert und steht seitdem als amtliches Regelwerk über dem Duden. Die Verwendung einiger Ausdrücke im Bereich des Warenverkehrs und der Küchensprache wurde beim Beitritt Österreichs zur Europäischen Union vertraglich geregelt.
Die deutsche Sprache wird vielfach in Form eines der vielen oberdeutschen Dialekte gesprochen, die zu den Mundartfamilien des Alemannischen (gesprochen in Vorarlberg sowie dem Tiroler Außerfern) und Bairischen (gesprochen in allen Bundesländern mit Ausnahme Vorarlbergs) gehören. Sieben Millionen Österreicher sprechen einen mittel- oder südbairischen Dialekt bzw. eine von diesen Dialekten beeinflusste Umgangssprache.
Daneben werden slawische und andere Sprachen von autochthonen Minderheiten gesprochen. Die alteingesessenen burgenlandkroatischen, slowenischen und ungarischen Volksgruppen in Österreich haben Anspruch auf muttersprachlichen Schulunterricht und Behördenverkehr. Burgenlandkroatisch und Slowenisch sind zusätzliche Amtssprachen in den Verwaltungs- und Gerichtsbezirken der Steiermark, des Burgenlandes (Burgenland-Kroaten) und Kärntens (Kärntner Slowenen) mit kroatischer oder slowenischer bzw. gemischter Bevölkerung.
Weiters ist in den Gemeinden Oberpullendorf, Oberwart, Rotenturm und Unterwart im Burgenland Ungarisch neben Deutsch gleichberechtigte Amtssprache (Burgenland-Ungarn). Auch die alteingesessene Roma-Bevölkerung hat ihre eigene Sprache.
Außerdem lebt eine unbekannte Zahl sesshafter Jenischer in Österreich. Inwiefern hier noch Sprachkompetenz im Jenischen vorliegt, ist unbekannt.

### Religion

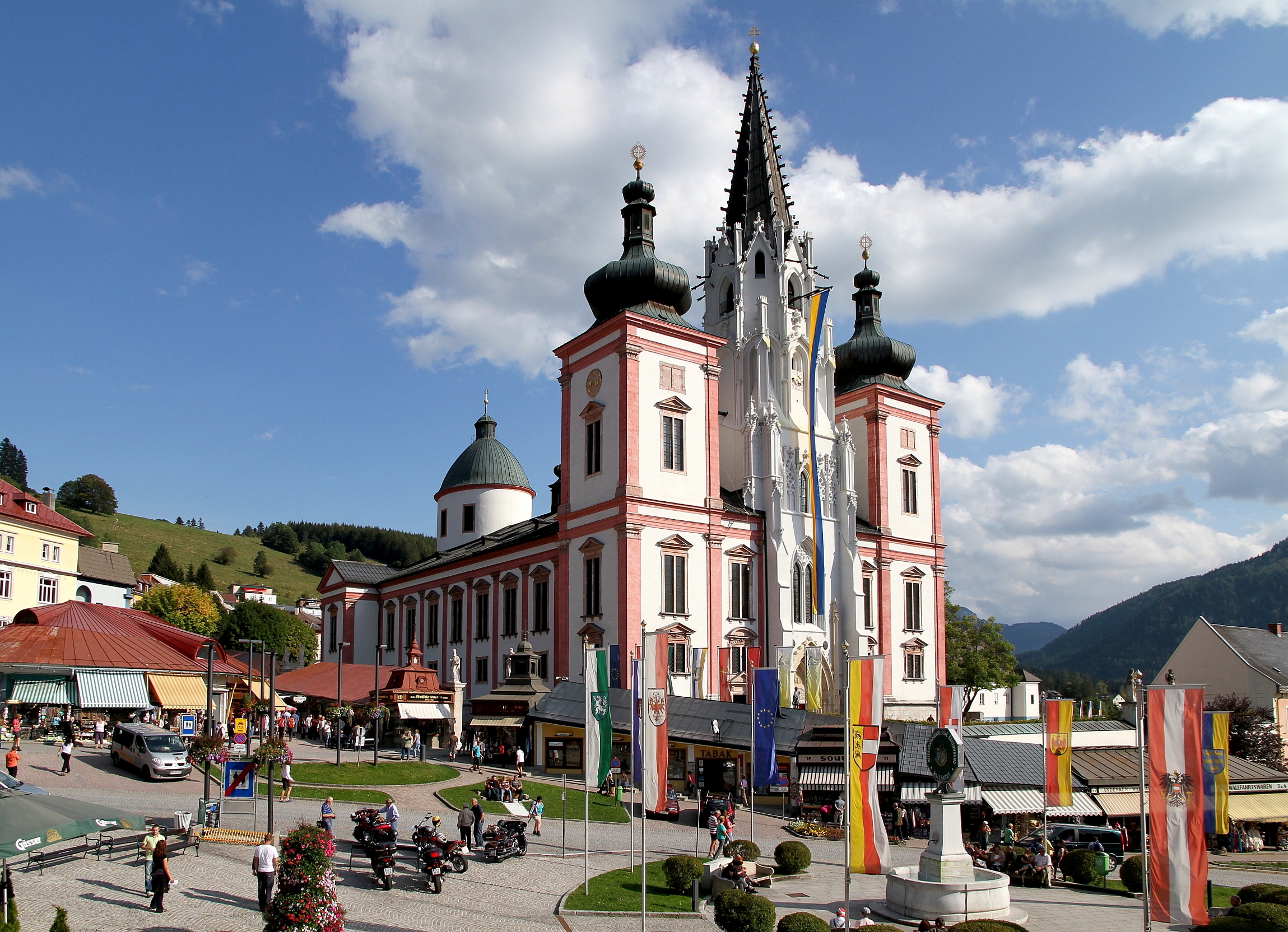
Die Basilika von Mariazell

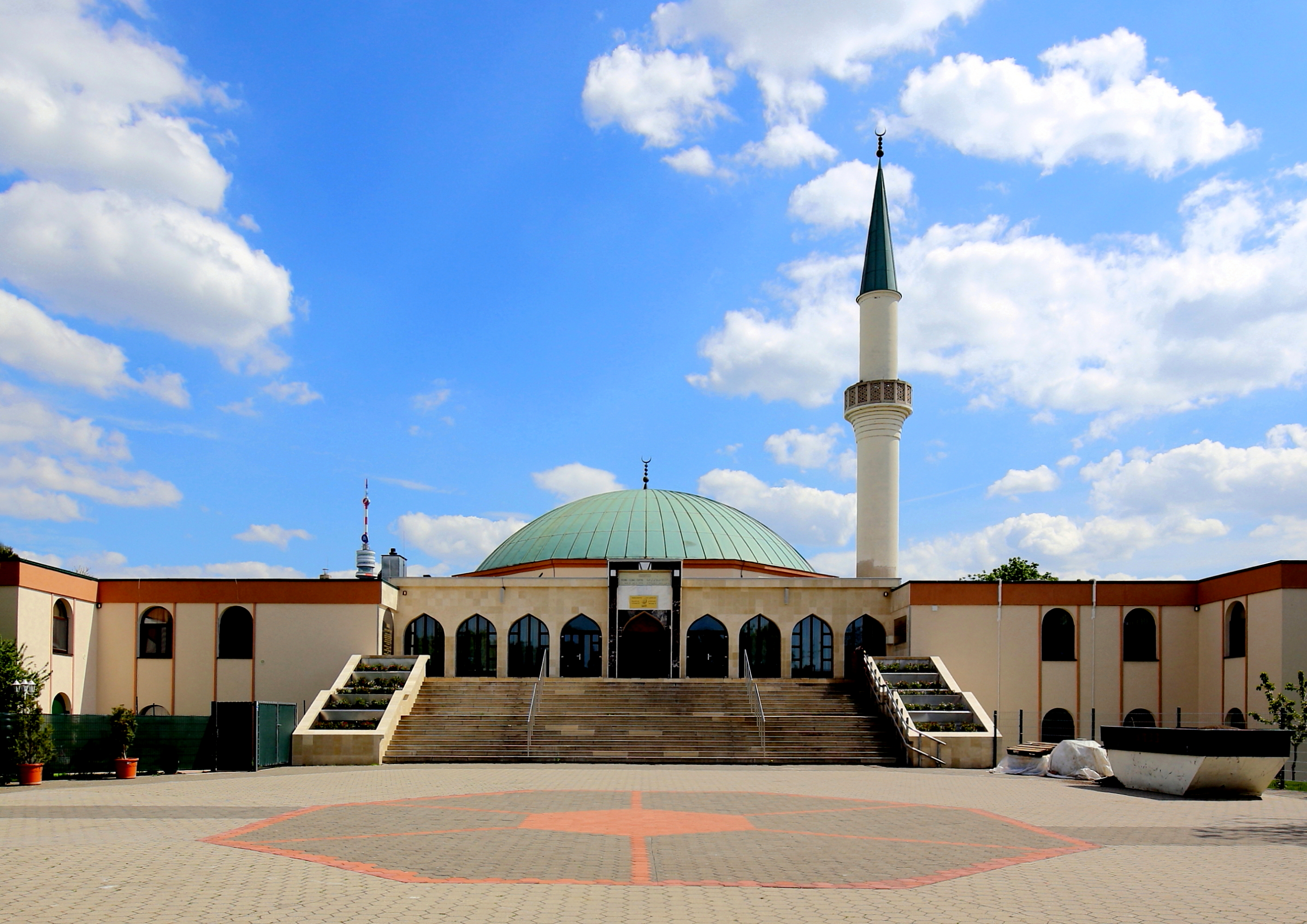
Islamisches Zentrum Wien

Laut Statistik Austria bekannten sich 2021 55,2 % (Volkszählung von 2001: 73,6 %) der Bevölkerung zur römisch-katholischen und 3,8 % (2001: 4,7 %) zu einer der evangelischen Kirchen (Protestantismus; überwiegend Augsburger Bekenntnis, seltener Helvetisches Bekenntnis). Etwa 437.000 Christen waren im Jahr 2021 Mitglieder orthodoxer Kirchen, was 4,9 % (2001: 2,2 %) der österreichischen Bevölkerung entsprach. Zur Altkatholischen Kirche bekannten sich 2021 etwa 33.000 Gläubige, das waren rund 0,1 % (2001:0,2 %) der Bevölkerung.
Wie in Deutschland sind die Mitgliederzahlen der Volkskirchen rückläufig, Ende 2016 betrug der Anteil der Katholiken mit 5,16 Millionen von 8,77 Millionen nur mehr 58,8 % und hat damit den Zwei-Drittel-Anteil an der österreichischen Bevölkerung innerhalb weniger Jahre deutlich unterschritten. Relativ war der Rückgang bei den kleineren evangelischen Kirchen größer, nur noch 3,4 % bekannten sich im Jahr 2016 als Mitglied zu einer der evangelischen Kirchen. Im Jahr 2015 lebten indes ca. 500.000 Orthodoxe Christen im Land. Deren Anzahl ist somit im Vergleich zu 2001 deutlich gestiegen.
Die größte nicht-christliche Glaubensgemeinschaft in Österreich ist der Islam, der seit 1912 anerkannte Religionsgemeinschaft ist. Bei der Volkszählung von 2001 bekannten sich rund 340.000 Personen, das waren 4,3 %, zum muslimischen Glauben – nach Angaben des Integrationsfonds waren es im Jahr 2009 515.914 Gläubige, was einem Anteil von 6,2 % an der Gesamtbevölkerung entspricht. Nach übereinstimmenden Schätzungen von Innenministerium und Österreichischem Integrationsfonds lebten Anfang 2017 rund 700.000 Moslems in Österreich. Die Zahl stieg vor allem durch Migranten, Geburten sowie Flüchtlinge aus dem arabischen Raum stark. 34,6 % der österreichischen Muslime haben laut einer Studie aus dem Jahr 2017 „hochfundamentalistische“ Einstellungen.

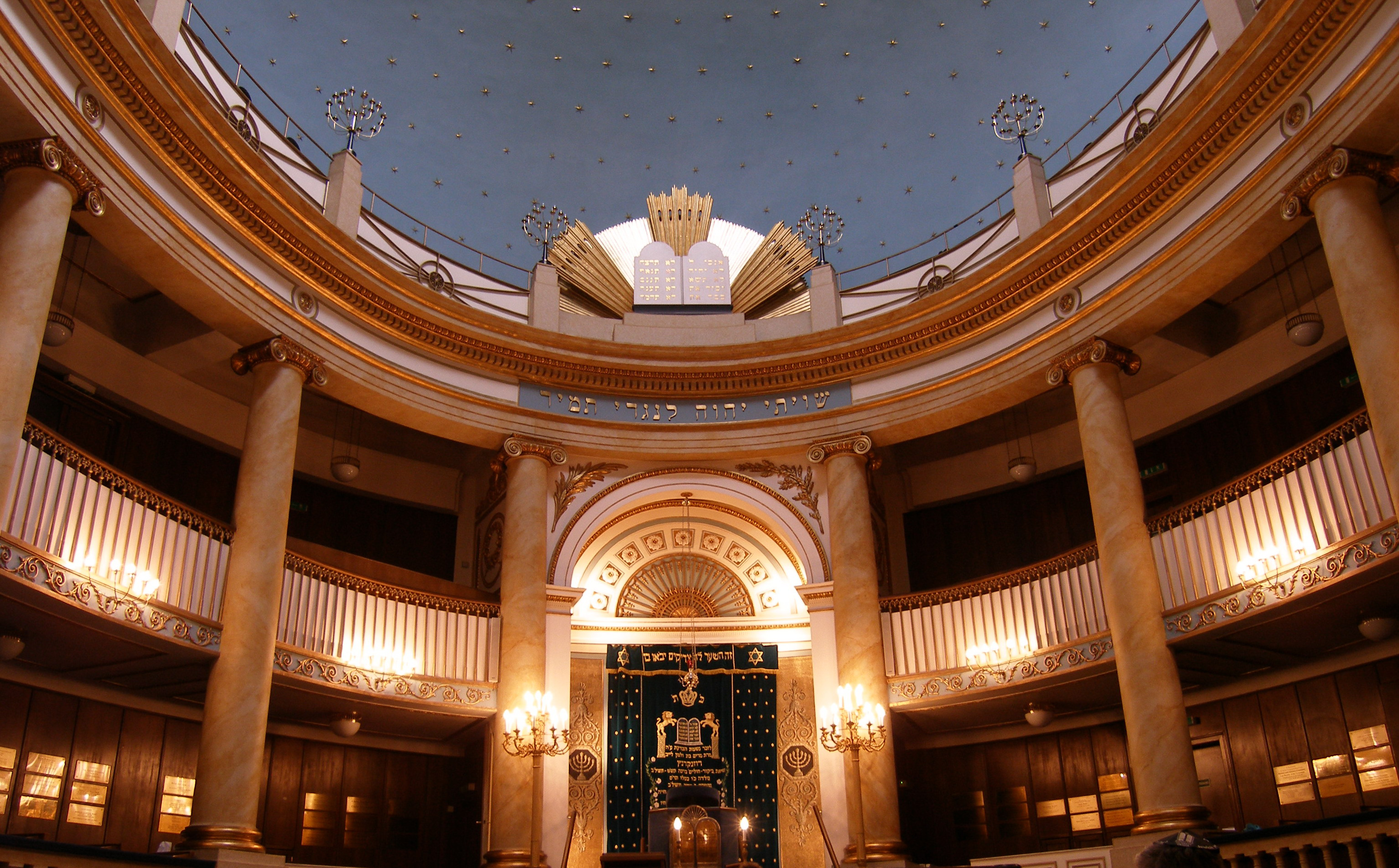
Der Wiener Stadttempel, die einzige erhaltene historische Synagoge Wiens, ist Zentrum der Israelitischen Kultusgemeinde

Zum Judentum bekennen sich etwa 8.140 Menschen. Die überwiegende Mehrheit davon, rund 7.000, lebt in Wien. Nach Angaben der Israelitischen Kultusgemeinde Wien sind es österreichweit 15.000.
Zum Buddhismus, der in Österreich 1983 als Religionsgemeinschaft anerkannt wurde, bekannten sich im Jahr 2021 26.600 Menschen und zum Hinduismus, der in Österreich als eingetragene religiöse Bekenntnisgemeinschaft gilt, 10.100 Personen.
20.000 Personen sind aktive Mitglieder der Zeugen Jehovas. Ihre gesetzliche Anerkennung als Religionsgemeinschaft wurde 2009 beschlossen.
Etwa 12 % der Bevölkerung (rund eine Million Personen) gehörten nach der Volkszählung von 2001 keiner der in Österreich gesetzlich anerkannten Religionsgemeinschaften an. Laut Statistik Austria erhöhte sich dieser Anteil im Jahr 2021 auf etwa 22 % (fast 2 Millionen Personen). Schätzungen zufolge lag die Zahl der Atheisten und Agnostiker 2005 bei 18 % bis 26 % (1.471.500 bis 2.125.500 Personen).
| Bundesland       | Christentum | Anteil | darunter   | darunter | darunter                   | darunter | darunter | darunter | Islam   | Anteil | andere Religion | Anteil | konfessionslos | Anteil |
| Bundesland       | Christentum | Anteil | Katholiken | Anteil   | Evangelische A.B. und H.B. | Anteil   | Orthodox | Anteil   | Islam   | Anteil | andere Religion | Anteil | konfessionslos | Anteil |
| ---------------- | ----------- | ------ | ---------- | -------- | -------------------------- | -------- | -------- | -------- | ------- | ------ | --------------- | ------ | -------------- | ------ |
| Österreich       | 6.093.700   | 68,2 % | 4.933.300  | 55,2 %   | 340.300                    | 3,8 %    | 436.700  | 4,9 %    | 745.600 | 8,3 %  | 98.800          | 1,1 %  | 1.997.700      | 22,4 % |
| Burgenland       | 237.900     | 80,3 % | 194.100    | 65,5 %   | 33.700                     | 11,4 %   | 8.000    | 2,7 %    | 6.400   | 2,2 %  | 2.100           | 0,7 %  | 49.900         | 16,8 % |
| Kärnten          | 434.500     | 77,2 % | 356.900    | 63,4 %   | 41.800                     | 7,4 %    | 20.700   | 3,7 %    | 31.100  | 5,5 %  | 3.900           | 0,7 %  | 93.100         | 16,5 % |
| Niederösterreich | 1.242.000   | 73,4 % | 983.100    | 58,1 %   | 56.700                     | 3,3 %    | 49.000   | 2,9 %    | 83.200  | 4,9 %  | 21.500          | 1,3 %  | 346.500        | 20,5 % |
| Oberösterreich   | 1.098.600   | 73,4 % | 931.300    | 62,3 %   | 48.500                     | 3,2 %    | 43.000   | 2,9 %    | 125.500 | 8,4 %  | 12.800          | 0,9 %  | 259.200        | 17,3 % |
| Salzburg         | 415.500     | 74,2 % | 322.000    | 57,5 %   | 17.100                     | 3,0 %    | 28.100   | 5,0 %    | 36.400  | 6,5 %  | 6.600           | 1,2 %  | 101.900        | 18,2 % |
| Steiermark       | 894.300     | 71,7 % | 789.300    | 63,3 %   | 39.600                     | 3,2 %    | 34.100   | 2,7 %    | 63.400  | 5,1 %  | 8.400           | 0,7 %  | 281.500        | 22,6 % |
| Tirol            | 556.300     | 73,2 % | 502.600    | 66,2 %   | 22.700                     | 3,0 %    | 23.400   | 3,1 %    | 65.900  | 8,7 %  | 2.500           | 0,3 %  | 134.800        | 17,8 % |
| Vorarlberg       | 272.700     | 68,3 % | 242.400    | 60,2 %   | 10.000                     | 2,5 %    | 15.100   | 3,8 %    | 48.800  | 12,2 % | 2.500           | 0,6 %  | 75.400         | 18,9 % |
| Wien             | 942.000     | 49,0 % | 611.700    | 31,8 %   | 70.300                     | 3,7 %    | 215.200  | 11,2 %   | 284.900 | 14,8 % | 38.700          | 2,0 %  | 655.400        | 34,1 % |